# (20893) Rosymccloskey
(20893) Rosymccloskey (2000 WJ75) – planetoida z pasa głównego asteroid okrążająca Słońce w ciągu 3,38 lat w średniej odległości 2,25 j.a. Odkryta 20 listopada 2000 roku.